# Hans-Jürgen Arlt
Hans-Jürgen Arlt (* 1948 in Hochstadt am Main) ist ein deutscher Sozialwissenschaftler, Kommunikationswissenschaftler und Publizist.

## Leben
Nach dem Studium (1969–1977) der Politikwissenschaft, Geschichte und Philosophie in München und Erlangen war er Redakteur der Nürnberger Nachrichten. Seit 2014 ist er Honorarprofessor am Institut für Theorie und Praxis der Kommunikation der Universität der Künste Berlin.

## Schriften (Auswahl)
- Kommunikation, Öffentlichkeit, Öffentlichkeitsarbeit. PR von gestern, PR für morgen – das Beispiel Gewerkschaft. Opladen 1998, ISBN 3-531-13160-5.
- Arbeit und Freiheit. Eine Paradoxie der Moderne. Wiesbaden 2017, ISBN 3-658-15285-0.
- mit Jürgen Schulz: Die Entscheidung. Lösungen einer unlösbaren Aufgabe. Wiesbaden 2019, ISBN 3-658-27060-8.
- Mustererkennung in der Coronakrise. Schöpferin und Zerstörerin von Netzwerken. Wiesbaden 2020, ISBN 3-658-31101-0.